# Made in Germany

Специальная почтовая марка Deutsche Post, посвящённая 100-летию маркировки «Сделано в Германии».

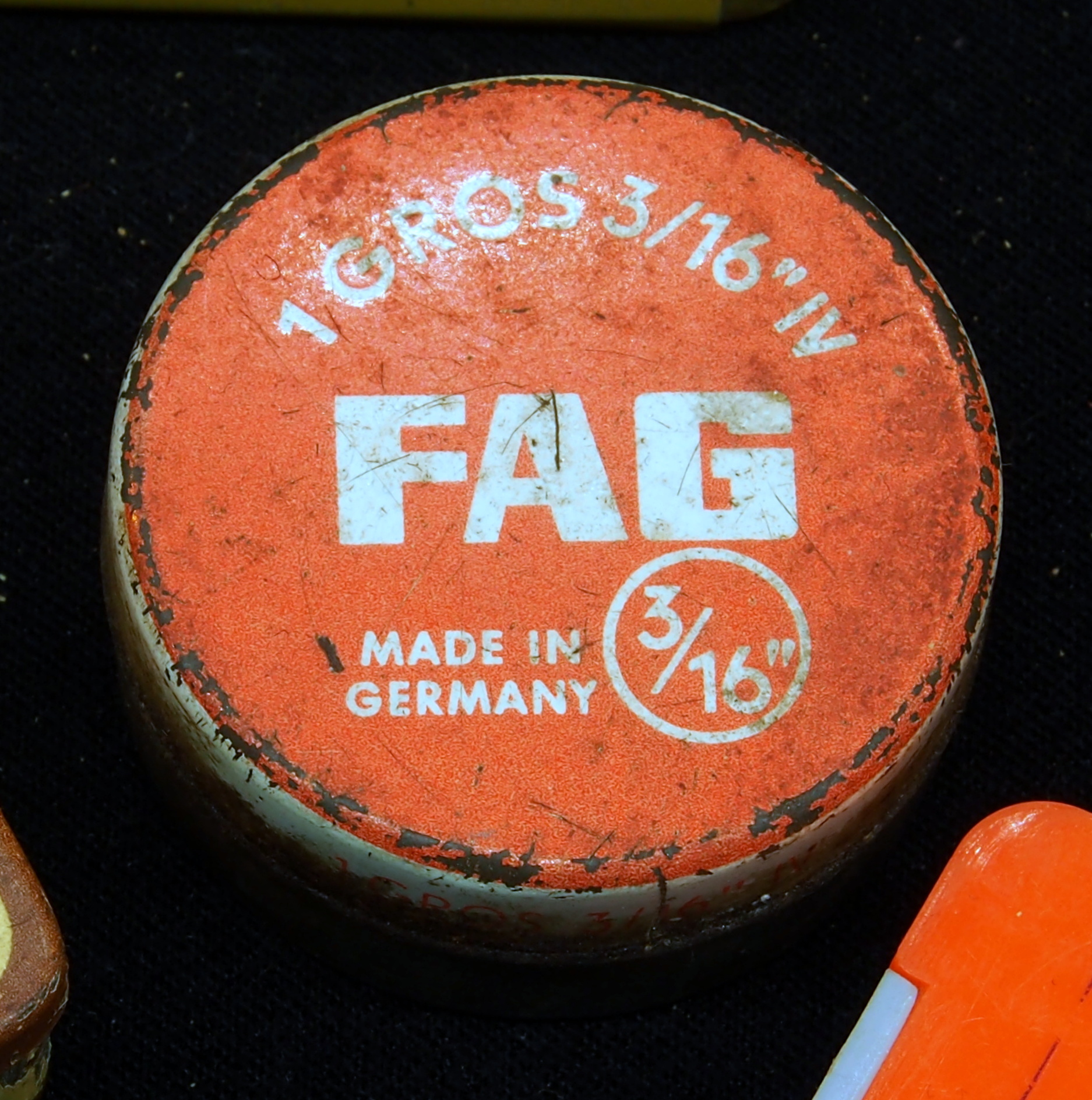
FAG, Made in Germany — Сделано в Германии.

Made in Germany (с англ. — «Сделано в Германии») — маркировка продукции, изготовленной в Федеративной Республике Германия — Германии.
Первая в мире обязательная маркировка продукции, производимой в той или иной стране или государстве.

## История
В конце XIX века в ведущих европейских странах произошла индустриализация. Британское правительство, пытаясь защитить свой рынок, а также своих производителей от импортных товаров, ввело обязательную маркировку для товаров из Германии. Таким образом потребители должны были получить возможность отличать импортные (германские) товары, а также бойкотировать продукцию потенциального противника. Это решение было закреплено законом от 1887 года. Однако маркировка «Made in Germany» превратилась фактически в знак качества, и её использование привело к эффекту, обратному изначально ожидавшемуся.
Мощная континентальная держава, ограниченная территория которой недостаточна для возросшего населения. Поэтому она прямо и открыто заявила, что будущее её на морях, со сказочной быстротой развила огромную мировую торговлю, построила, для её охраны, грозный военный флот и знаменитой маркой Made in Germany создала смертельную опасность промышленно-экономическому благосостоянию соперницы.П. Н. Дурново
По состоянию на 2012 год маркировка «Made in Germany» является синонимом высокого качества продукта. В июне 2011 года CEO концерна Porsche Маттиас Мюллер заявил, что автомобили этого германского производителя и дальше будут нести маркировку «Сделано в Германии».